# Sybra proximata
Sybra proximata es una especie de escarabajo del género Sybra, familia Cerambycidae. Fue descrita científicamente por Breuning en 1942.
Habita en Borneo. Esta especie mide 11 mm.